# Indjapyx vadoni
Indjapyx vadoni – gatunek widłogonka z rodziny Japygidae. Jego nazwa naukowa określona jest jako nomen nudum.

## Występowanie
Gatunek ten jest endemitem Madagaskaru.